# 일본의 도자기

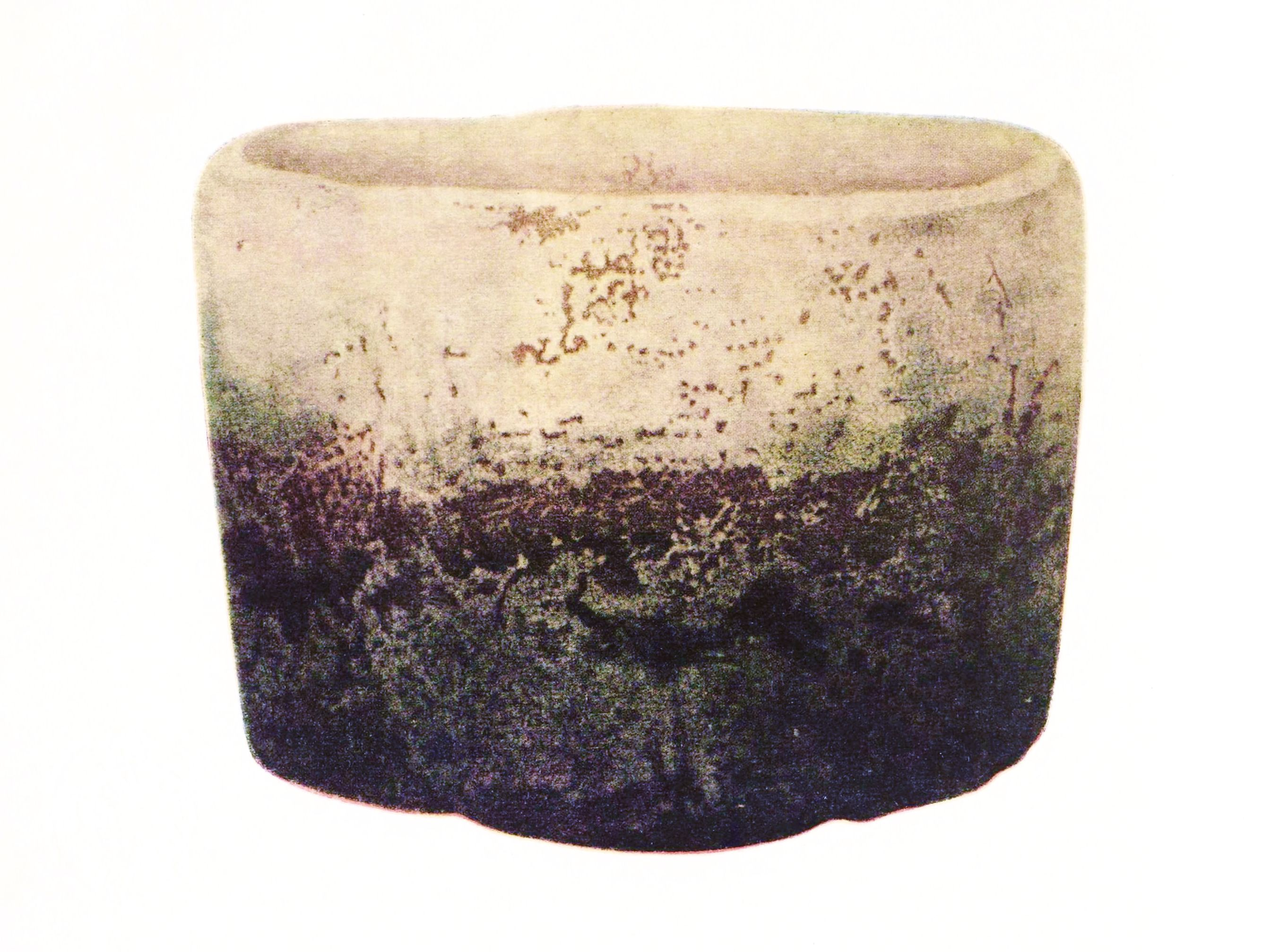

일본의 도자기는 신석기 시대까지 거슬러 올라가는 일본에서 가장 오래된 공예 및 예술 형식 중 하나이다. 야키모노(焼きもの)와 도지키(陶磁器)의 경우 일본에서 만들어진 도자기 자체를 가리키고, 도게이(陶芸, 도예)의 경우 도자기를 굽는 전체적인 과정, 또는 도자기를 굽는 행위를 의미한다. 가마는 토기, 도자기, 석기, 유약을 바른 도자기, 유약을 바른 석기, 자기 및 청화 도자기를 생산했다. 일본은 유난히 길고 성공적인 도자기 생산의 역사를 가지고 있다. 토기는 일찍이 조몬 시대(기원전 10,500~300년)부터 만들어졌기 때문에 일본은 세계에서 가장 오래된 도자기 전통 중 하나가 되었다. 일본은 다도의 지속적인 인기로 인해 예술적 전통 내에서 도자기가 지닌 특별한 존경으로 더욱 구별된다.
일본 도자기 역사 기록에는 많은 도예가 이름이 나와 있으며 일부는 도예가였다. 혼아미 코에츠, 오가타 켄잔, 아오키 모쿠베이. 일본의 아나가마 가마도 오랜 세월에 걸쳐 번성했으며 그 영향력은 도예가의 영향력과 맞먹는다. 도자기가 대중화 된 후에도 유약을 바르지 않은 고화도 석기의 인기는 계속해서 일본 예술의 특징이다. 4세기 이후 일본 도자기는 종종 중국과 한국 도자기의 영향을 받았다. 일본은 중국과 한국의 프로토타입을 일본 고유의 창조물로 변형하고 번역했으며, 그 결과 뚜렷한 일본적 특성이 나타났다. 일본이 산업화를 시작한 17세기 중반부터 공장에서 생산되는 고품질의 표준 도자기가 유럽으로의 인기 수출품이 되었다. 20세기에는 현대 도자기 산업(예: 노리타케 및 토토)이 성장했다.
일본 도자기는 두 가지 양극화 된 미적 전통으로 구별된다. 한편으로는 매우 단순하고 거칠게 완성된 도기의 전통이 있는데, 주로 토기로 만들어지고 차분한 흙색 팔레트를 사용한다. 이것은 선불교와 관련이 있으며 많은 위대한 스승은 특히 초기에 사제였다. 많은 작품이 일본 다도와 관련이 있으며 와비사비의 미적 원칙을 구현한다. 최종 장식이 부분적으로 무작위인 대부분의 라쿠 도자기는 이 전통에 따르다. 다른 전통은 중국 도자기 스타일을 독특한 방식으로 발전시키는 복잡하고 균형 잡힌 장식이 있는 대부분 도자기로 완성되고 밝은 색상의 공장 제품이다. 단순하지만 완벽하게 형성되고 유약을 바른 석기의 세 번째 전통은 중국과 한국의 전통과 더 밀접하게 관련되어 있다. 16세기에는 당시 생산되고 있던 여러 스타일의 전통적 실용성 소박한 제품이 단순함으로 인해 찬사를 받았고, 그 형태는 종종 수집가 시장을 위해 현재까지 생산되고 있다.

## 같이 보기
- 일본의 미술
- 한국의 토기와 도자기